# Biserici de lemn din Muntenia
Bisericile de lemn din Muntenia fac parte din familia de biserici de lemn românești.

## Argeș
- Biserica de lemn din Bascov cu hramul "Sf. Gheorghe"
- Biserica de lemn din Bărbălani cu hramul "Adormirea Maicii Domnului"
- Biserica de lemn din Bărbălătești cu hramul "Nașterea Sf. Ioan Botezătorul"
- Biserica de lemn din Boerești cu hramurile "Înălțarea Domnului", "Cuvioasa Paraschiva" și "Sf. Dumitru"
- Biserica de lemn din Bughea de Jos cu hramul "Intrarea în Biserică"
- Biserica de lemn din Călinești, Argeș cu hramurile "Sf. Gheorghe" și "Sf. Dumitru"
- Biserica de lemn din Cătane cu hramurile "Adormirea Maicii Domnului" și "Cuvioasa Paraschiva"
- Biserica de lemn din Cârcești cu hramul "Sfinții Voievozi"
- Biserica de lemn din Cârstieni cu hramurile "Sf. Apostol Toma" și "Sfinții Voievozi"
- Biserica de lemn din Ceaușești cu hramurile "Cuvioasa Paraschiva" și "Sf. Voievozi"
- Biserica de lemn din Cerșani cu hramul "Duminica Tuturor Sfințílor"
- Biserica de lemn din Cotmeana cu hramul "Cuvioasa Paraschiva"
- Biserica de lemn din Cotmenița cu hramul "Adormirea Maicii Domnului"
- Biserica de lemn din Dragoslavele cu hramul "Sf. Gheorghe"
- Biserica de lemn din Gănești cu hramul "Nașterea Maicii Domnului"
- Biserica de lemn din Glâmbocata Deal cu hramul "Nașterea Domnului"
- Biserica de lemn din Glâmbocu cu hramul "Adormirea Maicii Domnului"
- Ruinele bisericii de lemn din Gorganu de Jos
- Biserica de lemn din Ioanicești cu hramul "Sfinții Voievozi"
- Bisericuța de lemn din Jgheaburi
- Biserica de lemn din Jupânești, Argeș cu hramul "Înălțarea Domnului"
- Biserica de lemn din Lipia
- Biserica de lemn din Morărești cu hramul "Sf. Treime"
- Biserica de lemn din Pitești cu hramul "Cuvioasa Paraschiva"
- Biserica de lemn din Robaia cu hramurile "Sf. Nicolae", "Sf. Gheorghe" și "Sf. Împărați Constantin și Elena"
- Biserica de lemn din Valea Cucii cu hramul "Intrarea în Biserică"
- Biserica de lemn din Valea Faurului cu hramul "Sf. Voievozi"
- Biserica de lemn din Voroveni cu hramul "Adormirea Maicii Domnului"
- Biserica de lemn din Telești cu hramul "Înălțarea Domnului"
- Biserica de lemn din Zorile cu hramul "Cuvioasa Paraschiva"

## Buzău
- Biserica de lemn din Albești cu hramul "Sfântul Dumitru"
- Biserica de lemn din Bălănești cu hramul "Sf. Voievozi"
- Biserica de lemn "Nașterea Maicii Domnului" din Bozioru
- Biserica de lemn "Sfinții Voievozi" din Bozioru
- Biserica de lemn din Buda cu hramul "Adormirea Maicii Domnului"
- Biserica de lemn din Buda Crăciunești cu hramul "Înălțarea Domnului"
- Biserica de lemn din Budești, Buzău cu hramul "Sfântul Gheorghe"
- Biserica de lemn din Câmpulungeanca cu hramul "Sf. Nicolae"
- Biserica de lemn din Chirlești cu hramul "Nașterea Maicii Domnului"
- Biserica de lemn din Coca Antimirești cu hramul "Înălțarea Domnului"
- Biserica de lemn din Cocârceni cu hramul "Sf. Teodor Tiron"
- Biserica de lemn din Coțatcu cu hramul "Adormirea Maicii Domnului"
- Biserica de lemn din Crâng cu hramul "Sf. Trei Ierarhi"
- Biserica de lemn din Curmătura cu hramul "Sfântul Gheorghe"
- Biserica de lemn din Dănulești cu hramul "Adormirea Maicii Domnului"
- Biserica de lemn din Fântânele, Buzău cu hramul "Sf. Arhangheli"
- Biserica de lemn din Fundătura cu hramul "Sf. Voievozi"
- Biserica de lemn din Fundu Cătinii cu hramul "Intrarea în Biserică a Maicii Domnului"
- Biserica de lemn din Găvanele cu hramul "Adormirea Maicii Domnului"
- Biserica de lemn din Găvanu cu hramul "Adormirea Maicii Domnului"
- Biserica de lemn din Glod, Buzău cu hramul "Sfântul Dumitru"
- Biserica de lemn din Gornet cu hramul "Sf. Gheorghe"
- Biserica de lemn din Grabicina de Sus cu hramul "Sf. Voievozi"
- Biserica de lemn din Gura Dimienii cu hramul "Intrarea în Biserică a Maicii Domnului"
- Biserica de lemn din Gura Teghii cu hramul "Adormirea Maicii Domnului"
- Biserica de lemn din Homești cu hramul "Sf. Voievozi"
- Biserica de lemn din Ivănețu cu hramul "Adormirea Maicii Domnului"
- Biserica de lemn din Jetu cu hramul "Sf. Împărați"
- Biserica de lemn din Lunca Frumoasă cu hramul "Sf. Nicolae"
- Biserica de lemn din Lunca Priporului cu hramul "Sfinții Împărați Constantin și Elena"
- Biserica de lemn din Mărgăritești cu hramul "Sf. Trei Ierarhi"
- Biserica de lemn din Mocani cu hramul "Cuvioasa Paraschiva"
- Biserica de lemn din Mlăjet cu hramul "Sf. Voievozi"
- Biserica de lemn din Nehoiașu
- Biserica de lemn din Nehoiu cu hramurile "Cuvioasa Paraschiva" și "Sfântul Pantelimon"
- Biserica de lemn din Nucu cu hramul "Intrarea în Biserică a Maicii Domnului"
- Biserica de lemn din Odăile cu hramul "Sf. Gheorghe"
- Biserica de lemn din Oleșești cu hramul "Înălțarea Domnului"
- Biserica de lemn din Păltineni cu hramul "Sf. Voievozi"
- Biserica de lemn din Păltiniș cu hramul "Sf. Apostoli"
- Biserica de lemn din Pătârlagele cu hramul "Buna Vestire"
- Biserica de lemn din Pârșcovu de Sus cu hramul "Sfântul Dumitru"
- Biserica de lemn din Petrăchești cu hramul "Sf. Dumitru"
- Biserica de lemn din Pietraru cu hramul "Sf. Voievozi"
- Biserica de lemn din Râpile cu hramul "Înălțarea Domnului"
- Biserica de lemn din Ruginoasa cu hramul "Sf. Vasile"
- Biserica de lemn din Săsenii Noi cu hramul "Sf. Evanghelist Ioan"
- Biserica de lemn din Scăieni cu hramul "Schimbarea la Față"
- Biserica de lemn din Scorțoasa cu hramul "Sfântul Ioan Botezătorul"
- Biserica de lemn din Smârdan cu hramul "Schimbarea la Față"
- Biserica de lemn din Stănilă cu hramul "Intrarea în Biserică a Maicii Domnului"
- Biserica de lemn din Valea Boului cu hramul "Sf. Arhangheli"
- Biserica de lemn din Valea Fântânii cu hramul "Sfântul Nicolae"
- Biserica de lemn din Valea Muscelului cu hramul "Sf. Dumitru"
- Biserica de lemn din Valea Șchiopului cu hramul "Intrarea în Biserică a Maicii Domnului"
- Biserica de lemn din Văvălucile cu hramul "Sf. Nicolae"
- Biserica de lemn din Zărnești cu hramul "Sf. Împărați Constantin și Elena"
- Biserica de lemn din Zorești cu hramul "Sf. Pantelimon"

## Călărași
- Biserica de lemn din Călărași cu hramul "Cuvioasa Paraschiva"
- Biserica de lemn din Coslogeni cu hramul "Sf. Nicolae"

## Dâmbovița
- Biserica de lemn din Bădulești cu hramurile "Adormirea Maicii Domnului" și "Tăierea Capului Sf. Ioan Botezătorul"
- Biserica de lemn din Bumbuia cu hramurile "Cuvioasa Paraschiva" și "Sf. Nicolae"
- Biserica de lemn din Butimanu cu hramul "Adormirea Maicii Domnului"
- Biserica de lemn "Cuvioasa Paraschiva" din Vârtop, Cândești Vale
- Biserica de lemn "Cuvioasa Paraschiva", "Sf. Teodor Tiron din Velinas" din Cândești Vale
- Biserica de lemn din Drăgăești Pământeni cu hramurile "Sf. Voievozi" și "Sf. Treime"
- Biserica de lemn din Frasin Deal cu hramul "Cuvioasa Paraschiva"
- Biserica de lemn din Frasin Vale cu hramul "Cuvioasa Paraschiva"
- Biserica de lemn din Gemenea-Oncești cu hramurile "Duminica Tuturor Sfinților" și "Sf. Ioan"
- Biserica de lemn din Mesteacăn cu hramul "Adormirea Maicii Domnului"
- Biserica de lemn din Mislea cu hramul "Sf. Nicolae"
- Biserica de lemn din Sălcuța, Dâmbovița cu hramul "Sf. Nicolae"
- Biserica de lemn din Ungureni, Dâmbovița cu hramul "Cuvioasa Paraschiva"
- Biserica de lemn din Valea Caselor cu hramul "Cuvioasa Paraschiva"
- Biserica de lemn din Valea Mare cu hramul "Sf. Voievozi"
- Biserica de lemn din Vișina cu hramul "Nașterea Maicii Domnului"

## Giurgiu
- Biserica de lemn din Călugăreni [1]
- Biserica de lemn din Tomulești

## Ialomița
- Biserica de lemn din Dridu-Snagov cu hramul "Cuvioasa Paraschiva"
- Biserica de lemn din Slobozia cu hramul "Sf. Nicolae"

## Ilfov
- Biserica de lemn din Gagu

## Olt
- Biserica de lemn din Alunișu cu hramul "Cuvioasa Paraschiva"
- Biserica de lemn din Baldovinești cu hramul "Sf. Nicolae"
- Biserica de lemn din Căzănești, Olt cu hramul "Intrarea Maicii Domnului în Biserică","Sf. Nicolae"
- Biserica de lemn din Cornățelu cu hramul "Sf. Arhangheli"
- Biserica de lemn din Curtișoara, Olt cu hramul "Sf. Voievozi"
- Biserica de lemn din Enoșești cu hramul "Sf. Dumitru"
- Biserica de lemn din Făgețelu cu hramul "Sf. Nicolae" și "Cuvioasa Paraschiva"
- Biserica de lemn din Gostavățu cu hramul "Sf. Voievozi"
- Biserica de lemn din Ibănești cu hramul "Cuvioasa Paraschiva"
- Biserica de lemn din Jieni cu hramul "Sf. Ioan Botezătorul"
- Biserica de lemn din Măgura, Olt cu hramul "Adormirea Maicii Domnului"
- Biserica de lemn din Mierlicești cu hramul "Sf. Dumitru"
- Biserica de lemn din Momaiu cu hramul "Cuvioasa Paraschiva"
- Biserica de lemn din Oboga cu hramul "Sf. Nicolae"
- Biserica de lemn din Optășani cu hramul "Cuvioasa Paraschiva"
- Biserica de lemn din Perieții de Jos cu hramul "Sf. Nicolae"
- Biserica de lemn din Poganu cu hramul "Cuvioasa Paraschiva","Intrarea Maicii Domnului în Biserică"
- Biserica de lemn din Potlogeni cu hramul "Sf. Nicolae"
- Biserica de lemn din Priseaca cu hramul "Sf. Ioan Botezătorul"
- Biserica de lemn din Seaca cu hramul "Sf. Troiță"
- Biserica de lemn din Spătaru cu hramul "Adormirea Maicii Domnului"
- Biserica de lemn din Scornicești cu hramul "Cuvioasa Paraschiva"
- Biserica de lemn din Stoborăști cu hramul "Sf. Nicolae"
- Biserica de lemn din Ștefănești (Păroși) cu hramul "Adormirea Maicii Domnului"
- Biserica de lemn din Viespești cu hramul "Nașterea Maicii Domnului"
- Biserica de lemn din Vitomirești cu hramul "Cuvioasa Paraschiva"
- Biserica de lemn din Vlăngărești cu hramul "Sf. Arhangheli"
- Biserica de lemn din Ungureni, Olt cu hramul "Cuvioasa Paraschiva"

## Prahova
- Biserica de lemn din Balta Doamnei cu hramul "Sf. Trei Ierarhi"
- Biserica de lemn din Blejoi
- Biserica de lemn din Bordenii Mici cu hramul "Sf. Arhangheli Mihail și Gavril"
- Biserica de lemn din Chiojdeanca cu hramul "Cuvioasa Paraschiva"-Văgăunești
- Biserica de lemn din Jercălăi cu hramul "Sf. Arhangheli Mihail și Gavril" a schitului Jercălăi
- Biserica de lemn din Lăpoșel cu hramul "Sf. Gheorghe"
- Biserica de lemn din Nucet cu hramul "Sf. Dumitru"
- Biserica de lemn din Odăile cu hramul "Sf. Arhangheli Mihail și Gavril"
- Biserica de lemn din Plopu cu hramul "Sfinții Atanasie și Chiril"
- Biserica de lemn din Poseștii-Pământeni cu hramul "Sf. Voievozi"
- Biserica de lemn din Scurtești cu hramul "Nașterea Maicii Domnului"
- Biserica de lemn "Sf. Nicolae Vechi" din Starchiojd
- Biserica de lemn "Cuvioasa Paraschiva"- Gărbeasca din Starchiojd
- Biserica de lemn din Stejaru cu hramul "Sf. Treime"
- Biserica de lemn din Ungureni, Prahova cu hramul "Adormirea Maicii Domnului"
- Biserica de lemn din Urleta cu hramul "Sf. Voievozi"
- Biserica de lemn din Valea Orlei cu hramul "Sf. Nicolae"
- Biserica de lemn din Valea Plopului
- Biserica de lemn din Valea Seman cu hramul "Nașterea Maicii Domnului"
- Biserica de lemn din Vălenii de Munte cu hramul "Sf. Spiridon"

## Teleorman
- Biserica de lemn din Bujoreni cu hramul "Sfânta Paraschiva"
- Biserica de lemn din Butești cu hramul "Sf. Dumitru"
- Biserica de lemn din Drăcești cu hramul "Cuvioasa Paraschiva"
- Biserica de lemn din Merișani cu hramul "Sf. Nicolae"
- Biserica de lemn din Puranii de Sus cu hramul "Sf. Împărați"
- Biserica de lemn din Sârbenii de Jos cu hramul "Sf. Nicolae"
- Biserica de lemn din Sericu cu hramul "Sf. Nicolae"
- Biserica de lemn din Talpa-Ogrăzile cu hramul "Cuvioasa Paraschiva"
- Biserica de lemn din Teleormanu cu hramul "Sf. Nicolae"
- Biserica de lemn din Videle - Ruinele Bisericii de lemn "Cuvioasa Paraschiva"

## Municipiul București
- Biserica de lemn din București cu hramul "Sfântul Ioan Botezătorul"
- Biserica de lemn din București cu hramul "Spirea Veche"